# Rioxa sexmaculata
Rioxa sexmaculata är en tvåvingeart som först beskrevs av Wulp 1880.  Rioxa sexmaculata ingår i släktet Rioxa och familjen borrflugor. Inga underarter finns listade i Catalogue of Life.